# 奧蘭治海岸學院
奧蘭治海岸學院（Orange Coast College，簡稱OCC）是一所位于美國加州橙縣科斯塔梅薩的一個公立社区学院。它成立于1947年，1948年秋季正式开学。它提供艺术副学士学位和理科副学士学位。该校约有24000名本科生。就學生人口规模而言，奧蘭治海岸學院是橙縣第三大学院。